# Alda Mangini
Pour les articles homonymes, voir Mangini.
Alda Mangini, née le 13 juillet 1914 à Milan et morte le 19 juillet 1954 à Rome,  est une actrice italienne.

## Biographie
Alda Mangini est née à Milan  le 13 juillet 1914. Dotée d'une voix de mezzo-soprano elle travaille dans des compagnies de revue à Rome 
À la fin des années 1930 elle récite dans des spectacles de l'EIAR dans la compagnie de Radio Rome et de 1939 à 1942 elle enregistre six 78 tours .
Elle débute au cinéma en 1940 dans le film Ecco la radio! de Giacomo Gentilomo, puis après la Seconde Guerre mondiale dans le film Vanità de Giorgio Pastina aux côtés de Walter Chiari. Par la suite, elle joue aux côtés de  Totò et travaille avec des réalisateurs comme  Mattoli, Comencini, Steno, Monicelli et Soldati.
Alda Mangini meurt prématurément d'un cancer le 19 juillet 1954 à l'âge de quarante ans. Elle est enterrée au Cimetière communal monumental de Campo Verano à Rome.

## Filmographie partielle
- 1940 : Ecco la radio! de Giacomo Gentilomo
- 1947 : Confession dans la nuit (Titre original :Vanità) de Giorgio Pastina
- 1948 :
  - Fifa e arena de Mario Mattoli
  - Totò al giro d'Italia de Mario Mattoli
- 1949 :
  - L'Empereur de Capri (L'imperatore di Capri de Luigi Comencini
  - Totò cherche un appartement (Totò cerca casa, de Steno et Mario Monicelli
- 1950 :
  - Les Cadets de Gascogne de Mario Mattoli
  - Acte d'accusation  (Atto di accusa de Giacomo Gentilomo
  - È arrivato il cavaliere de Steno et Mario Monicelli
- 1951 :O.K. Néron ! (O.K. Nerone de  Mario Soldati
- 1952 :Totò et les femmes (Totò e le donne de Steno et Mario Monicelli
- 1953 :
  - La Marchande d'amour (La provinciale) de Mario Soldati
  - Achille avec nous (Lasciateci in pace de Marino Girolami
  - Anni facili de Luigi Zampa
  - Ivan, le fils du diable blanc (Ivan, il figlio del diavolo bianco de Guido Brignone
  - Canto per te de Marino Girolami
- 1954 :
  - In amore si pecca in due de Vittorio Cottafavi
  - Ces voyous d'hommes (Il paese dei campanelli de Jean Boyer
  - Pellegrini d'amore de Andrea Forzano